# (3246) Bidstrup
(3246) Bidstrup (1976 GQ3) – planetoida z grupy pasa głównego asteroid okrążająca Słońce w ciągu 5,71 lat w średniej odległości 3,19 au. Odkryta 1 kwietnia 1976 roku.